# Hadrosaurus
Hadrosaurus (klassisk grekiska: ἁδρος, hadros + σαυρος, sauros "tung ödla") var ett släkte i familjen hadrosaurider. Hadrosaurus den var den första dinosaurie i familjen som blev vetenskapligt beskriven. Den levde i Nordamerika.